# لوحة ملامس

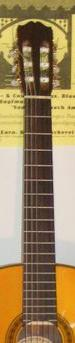
لوحة ملامس

لوحة الملامس أو ملعب الأصابع مكون مهم في معظم الآلات الوترية. وهي شريط رفيع وطويل من مادة عادة ما يكون من الخشب، يتم تصفيحه بمقدمة ذراع الآلة. تمتد الأوتار على لوحة الملامس بين رأس الجوزة والجسر. لتشغيل الآلة الموسيقية يضغط الموسيقي الأوتار على لوحة الملامس لتغيير طول الاهتزاز وتغيير حدة الصوت. وهذا ما يسمى تصبيع الأوتار.